# BAC ART LAB
Het BAC ART LAB is een multidisciplinair kunstencentrum in de Belgische stad Leuven.

## Gebouw

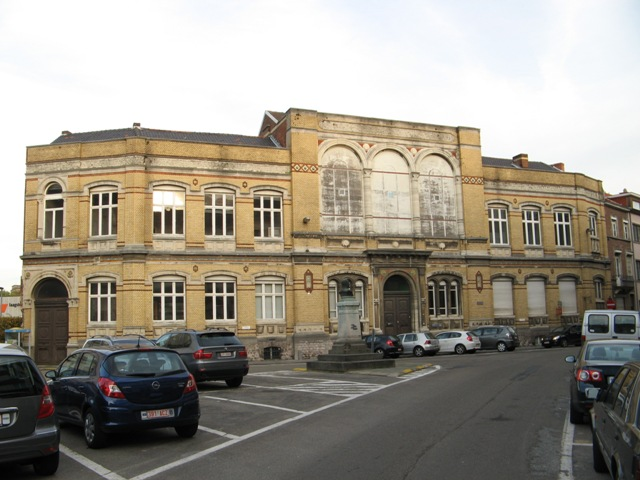
Het voormalige Instituut voor Bacteriologie in de Vital Decosterstraat

Het BAC ART LAB is gevestigd in een in 1897 naar ontwerp van de Leuvense architect Augustin Van Arenbergh opgetrokken T-vormig complex in de Vital Decosterstraat. In het gebouw was initieel het Instituut voor Bacteriologie gevestigd. In 1957 verliet de faculteit Geneeskunde het gebouw en namen het Universitaire Gezondheidscentrum en het Instituut voor Land- en Waterbeheer er intrek. In 2008 kwam het gebouw leeg te staan. Twee jaar later werd het erkend als beschermd monument. In 2016 opende in het voormalige Instituut voor Baceteriologie het BAC ART LAB.

## BAC ART LAB
Het BAC ART LAB is een multidisciplinaire werkplaats van de Katholieke Universiteit Leuven die valt onder de dienst Cultuur en openstaat voor studenten en personeel van de Associatie KU Leuven om te werken aan beeldende en audiovisuele kunsten, podiumkunsten, geluidskunst en ontwerp. Een van de partners is de LUCA School of Arts, dat er verschillende opleidingsonderdelen organiseert. Ook voorziet het BAC ART LAB voor verschillende kunstenaars een atelieruimte (artists in residence).
De studio van het architectenduo Gijs Van Vaerenbergh is in het BAC ART LAB gevestigd.